# Triunfo Potiguar
Triunfo Potiguar este un oraș în Rio Grande do Norte (RN), Brazilia.